# Karl Bülbring

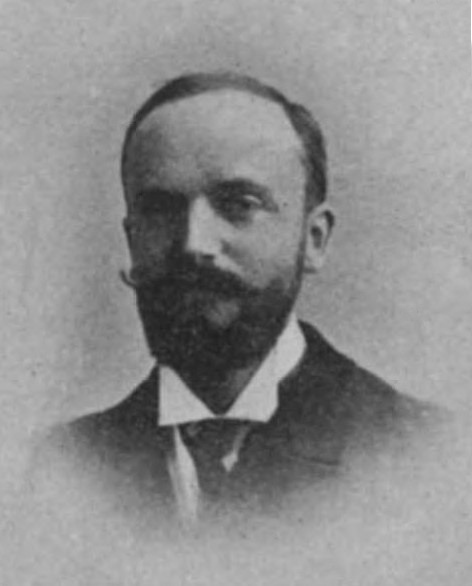
Karl Daniël Büllbring, circa 1898

Karl Daniel Bülbring (* 24. Juli 1863 in Voerde; † 22. März 1917 in Bonn) war ein deutscher Anglist.

## Leben
Bülbring stammte aus Voerde (heute Ortsteil der Gemeinde Ennepetal) in Westfalen. Er besuchte das Gymnasium in Kassel und studierte anschließend in Bonn, in Berlin und erneut in Bonn Englische Philologie. Dort wurde er 1888 bei Moritz Trautmann mit einer Arbeit über die Geschichte des Ablauts der starken Zeitwörter im Südenglischen zum Dr. phil. promoviert. 1890 folgte seine Habilitation an der Universität Heidelberg. Seit dem Studium gehörte Bülbring dem Akademisch-Neuphilologischen Verein Bonn (seit 1910 Akademisch-Neuphilologische Verbindung Nassovia), einer fachwissenschaftlichen Verbindung im Weimarer Kartellverband an.
Bülbrings Arbeitsgebiet war die historische Grammatik. Am 4. März 1893 wurde er als Professor für englische Sprache und Literatur an die Reichsuniversität Groningen im niederländischen Groningen, am 17. August 1900 in gleicher Funktion an die Rheinische Friedrich-Wilhelms-Universität Bonn berufen, wo er als Mitdirektor des Englischen Seminars zweiter Anglist neben Trautmann war. Sein Altenglisches Elementarbuch (1902) gilt unter anderem als ein Standardwerk zum Nordhumbrischen. Bülbring begründete die Bonner Studien zur englischen Philologie.
Bülbring war mit Hortense Leonore geb. Kann (1868–1938) verheiratet, die aus einer jüdisch-niederländischen Familie stammte. Die Ehe brachte zwei Söhne und zwei Töchter hervor, von denen
zwei im niederländischen Gröningen und zwei in Bonn geboren wurden. Jüngstes Kind war die spätere Pharmakologin Edith Bülbring (1903–1990).
In Bonn ließ sich Bülbring 1908/09 nach Plänen des ortsansässigen Architekten und Regierungsbaumeisters Heinrich Roettgen eine Villa erbauen (→ Raiffeisenstraße 1 (Bonn)). Sein Vermögen wird im Jahrbuch der Millionäre von 1913 mit ein bis zwei Millionen Mark angegeben.
1916 wurde er zum Geheimen Regierungsrat ernannt.

## Schriften (Auswahl)
- Altenglisches Elementarbuch. (=Sammlung germanischer Elementarbücher, I, 4) Carl Winter, Heidelberg 1902.
- Geschichte des Ablauts der starken Zeitwörter innerhalb des Südenglischen. In: Quellen und Forschungen, Heft 63, Strassburg 1889.
- Untersuchungen zur mittelenglischen Metrik. (=Studien zur englischen Philologie, Heft 50) Niemeyer, Halle a. S.